# Álvaro Rico
Álvaro Rico Ladera (La Puebla de Montalbán, 13 agosto 1996) è un attore spagnolo, noto per aver interpretato il ruolo di Polo nella serie di Netflix Élite.

## Biografia
Álvaro Rico è nato il 13 agosto 1996 a La Puebla de Montalbán, in provincia di Toledo (Spagna), fin da piccolo ha mostrato un'inclinazione per la recitazione.

## Carriera
Álvaro Rico nel 2011 ha iniziato la sua attività come attore in un adattamento teatrale de La Celestina e il suo debutto televisivo ha avuto luogo nel 2017 in un episodio della serie Centro médico. Sempre nel 2017 ha interpretato Nicolás in alcuni episodi della serie Velvet Collection (Velvet Colección).
Alla fine del 2017 è stato annunciato che sarebbe stato uno dei personaggi della seconda serie spagnola Élite prodotta da Netflix. Nella serie ha interpretato il ruolo di Polo, un giovane bisessuale coinvolto in un triangolo amoroso con Carla e Christian.
Nel 2020 fa parte della nuova serie di Amazon Prime El Cid, insieme a Jaime Lorente, anch'egli appartenente al cast di Élite. Nello stesso anno ha preso parte a un episodio della serie Relatos con-fin-a-dos. L'anno successivo, nel 2021, ha recitato nelle serie La caccia (La caza) e Alba. Nel 2022 ha recitato nelle serie Madres. Amor y vida, in Sagrada familia e in Hasta el cielo.

## Filmografia

### Televisione
- Velvet Collection (Velvet Colección) – serie TV, 7 episodi (2017)
- Centro médico – serie TV, 1 episodio (2017)
- Élite – serie TV, 24 episodi (2018-2020)
- Relatos con-fin-a-dos – serie TV, 1 episodio (2020)
- El Cid – serie TV, 5 episodi (2020)
- La caccia (La caza) – serie TV, 6 episodi (2021)
- Alba – serie TV, 13 episodi (2021)
- Madres. Amor y vida – serie TV, 8 episodi (2022)
- Sagrada familia – serie TV, 8 episodi (2022)
- Hasta el cielo - La serie – serie TV, 8 episodi (2022)
- Il giardiniere (El Jardinero) – serie TV, 6 episodi (2025)

### Cortometraggi
- Melbourne, regia di Oliver Garvín Gómez (2015)

## Doppiatori italiani
Nelle versioni in italiano dei suoi film, Álvaro Rico è stato doppiato da:
- Alberto Franco in Élite, Élite - Storie Brevi, El Cid, Sagrada Familia, Hasta el cielo: La serie, Il giardiniere